# Claude Babé
Claude Babé (ur. 17 stycznia 1970) – gaboński piłkarz występujący na pozycji bramkarza.

## Kariera klubowa
W swojej karierze Babé występował w gabońskich zespołach AS Sogara oraz FC 105 Libreville, a także w indonezyjskim PSBL Bandar Lampung i portugalskich União Lamas i União Tomar. Wraz z Sogarą dwukrotnie zdobył mistrzostwo Gabonu (1993, 1994).

## Kariera reprezentacyjna
W reprezentacji Gabonu Babé zadebiutował w 1994 roku. W tym samym roku znalazł się w drużynie na Puchar Narodów Afryki. Nie zagrał jednak na nim w żadnym spotkaniu, a Gabon odpadł z turnieju po fazie grupowej.
W 1996 roku ponownie został powołany do kadry na Puchar Narodów Afryki. Na nim również nie wystąpił w żadnym meczu, a Gabon zakończył turniej na ćwierćfinale.